# Roodknobbelmuskaatduif
De roodknobbelmuskaatduif (Ducula rubricera) is een vogel uit de familie der Columbidae (Duiven en tortelduiven).

## Verspreiding en leefgebied
Deze soort komt voor op de Bismarck-archipel en de Salomonseilanden en telt twee ondersoorten:
- D. r. rubricera: Bismarck-archipel.
- D. r. rufigula: Salomonseilanden.

## Status
De grootte van de populatie is in 2020 geschat op 150-750 duizend volwassen vogels. Op de Rode lijst van de IUCN heeft deze soort de status niet bedreigd.